# Laguna de Duero
Laguna de Duero ist eine Stadt und eine Gemeinde (municipio) mit 22.907 Einwohnern (Stand: 2024) in der Provinz Valladolid in der Autonomen Gemeinschaft Kastilien-León in Zentralspanien.  Es ist die zweitgrößte Stadt in der Provinz Valladolid hinter der Stadt Valladolid.
In der Stadt bedfinden sich mehrere historische Kirchen. Heutzutage ist es eine Industriestadt, die 7 km von der Hauptstadt Valladolid entfernt liegt. Die Stadt hat einige Stadtteile, die vom Stadtzentrum entfernt sind, wie Torrelago oder El Villar. Die Stadt hat drei Industriegebiete, darunter die von Las Lobas oder Los Barreros.
Die Stadt ist von Pinienwäldern umgeben und ihr Gemeindegebiet wird vom Fluss Duero umspült. Was der Stadt eine privilegierte Lage verleiht, denn dies machte die Stadt zu einem Ort reich an Quellen. Viele von ihnen sind jedoch verfallen oder werden zurzeit nicht mehr genutzt. Der wichtigste ist der Brunnen von San Pedro Regalado.

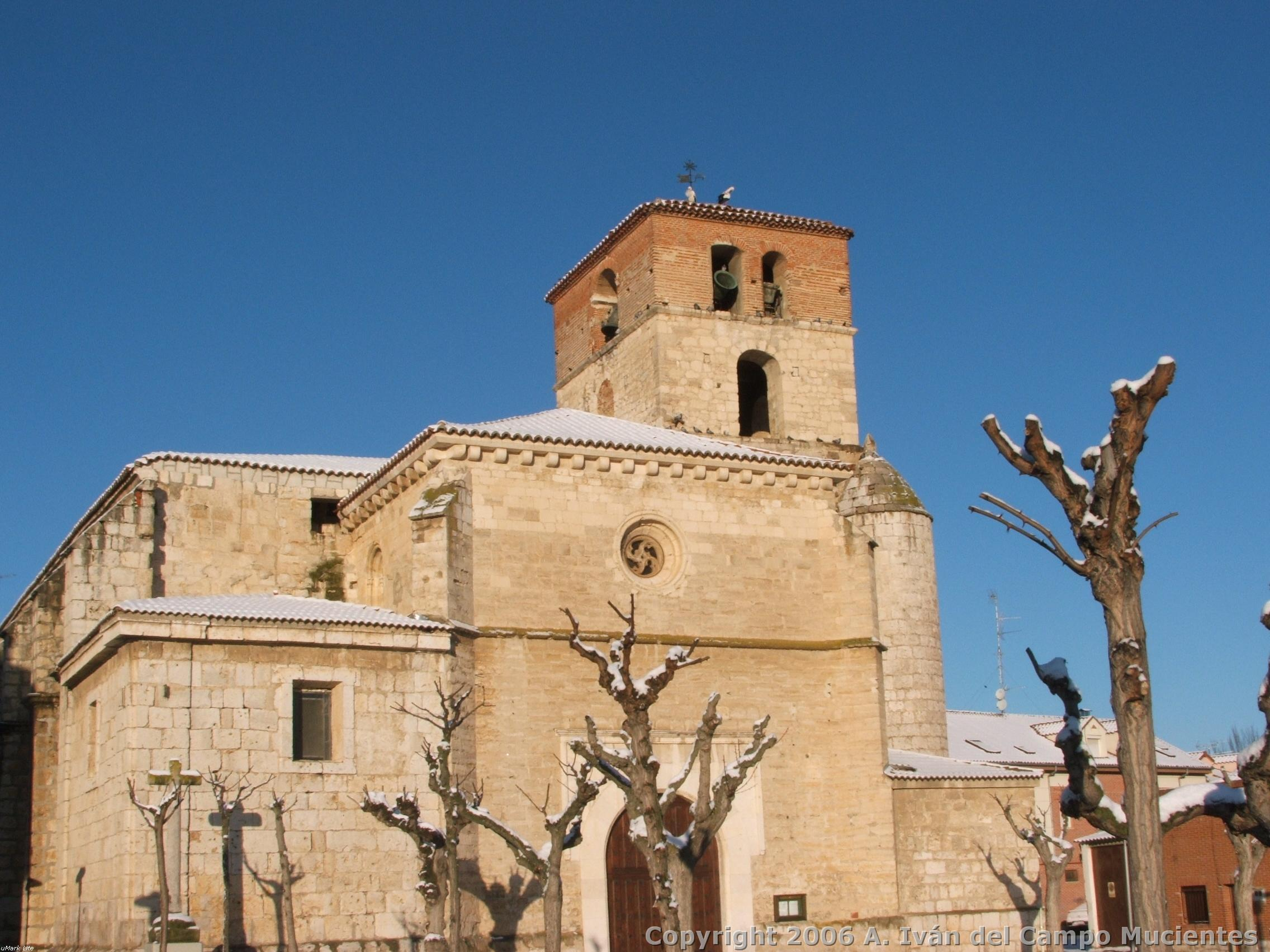
Kirche Nuestra Señora de la Asunción
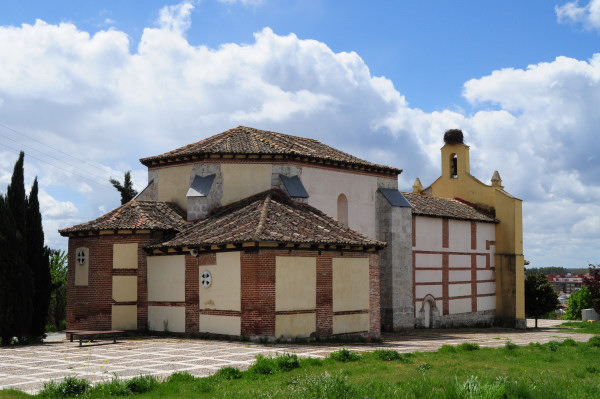
Kapelle Ermita Nuestra Señora del Villar